# Човган

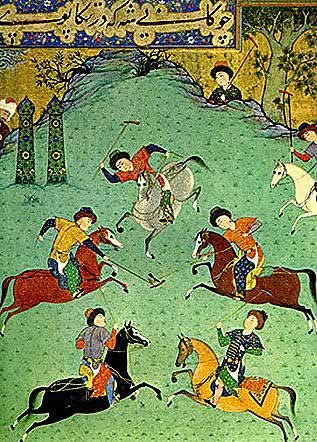
Човган на миниатюре тебризской школы XVI века (из рукописи «Мяч и клюшка» Арифи)

Човган (пехл. čaukān или čōkān; перс. چوگان ایرانی‎, азерб. Çövkən, тадж. Чавгон) — древняя восточная конно-спортивная командная игра, прародитель современного конного поло. Издревле считалась аристократической игрой и проводилась на отдельном поле, на специально обученных для этого лошадях. В соревнованиях принимали также участие представители шахской семьи. В Средние века являлась важным компонентом подготовки кавалерии в странах Востока. Сегодня човган имеет распространение у азербайджанцев, таджиков и узбеков.
В Азербайджане човган является национальным видом спорта. В 2013 году човган, традиционная верховая игра на карабахских конях в Азербайджане, была внесена от Азербайджана в список нематериального культурного наследия ЮНЕСКО, нуждающегося в срочной охране.

## История
Зародилась в середине первого тысячелетия нашей эры, как командная игра. Была очень популярна в течение столетий как в Азербайджане, так и в Центральной Азии, Иране, Турции, Ираке и в сопредельных странах. Фрагменты игры периодически изображались на старинных миниатюрах, а также давались подробные описания и правила игры в древних рукописях. Первые международные соревнования по игре човган были проведены среди наездников Среднего Востока в XII веке, в тогдашней культурной столице исламcкого мира, городе Багдаде. О човгане упоминает поэт Саади в поэме «Бустан» и Алишер Навои в книге «Хамса».
Большую роль в распространении и развитии игры в Европе и во всем мире сыграли англичане. Привезённая первоначально из Индии в Англию в XIX веке игра човган, становилась все более популярной, а введение новых правил способствовало быстрому распространению этой игры в Европе и Америке.  По инициативе англичан игра получила своё нынешнее название — поло и была включена в программу II Олимпийских игр, проведенных в 1900 году в Париже. В соревнованиях приняли участие 5 команд из трёх стран.

## Човган в Азербайджане

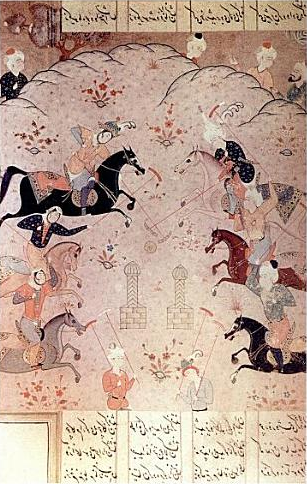
Миниатюра XVI века к поэме классика персидской поэзии Низами Гянджеви «Хосров и Ширин», иллюстрирующая игру в човган

В истории Азербайджана можно встретить много фактов и свидетельств, подтверждающих существование этой игры ещё в древние времена. В результате археологических раскопок, проведенных в местности Орен-Кала, был обнаружен сосуд с изображением фрагментов игры човган, что косвенно подтверждает факт существования этой игры в XI веке в городе Байлакан (юго-восточный Азербайджан). Упоминания об игре човган можно встретить также в произведении классика персидской поэзии, мыслителя Низами Гянджеви — «Хосров и Ширин», а также на страницах народного эпоса «Китаби Деде Коркуд».
Одна из разновидностей этой игры широко культивировалась в Азербайджане. Здесь две команды с помощью специальных клюшек стремятся загнать мяч в ворота соперников. В современной редакции правила этой игры таковы: на достаточно большой площадке, по коротким её сторонам устанавливаются ворота шириной в 3 метра с полукруглыми штрафными площадками радиусом в 6 метров. Игра ведется резиновым или сплетенным из кожаных ремней мячом. Клюшки могут быть различными по форме. У азербайджанских конников они напоминают чабанскую ярлыгу. В каждой команде по 6 всадников, из которых 4 выполняют роль нападающих, двое — защитников. Последние могут играть только на своей половине поля. Удары по воротам разрешается наносить только из за пределов штрафной площади. Продолжительность игры составляет 30 минут, в два периода.
В Азербайджанской ССР начиная с 1960 года на основе возрождённых правил начали проводиться сначала показательные, затем и официальные соревнования. Човган был включён в программу Всесоюзных праздников конного спорта.
В 1979 году азербайджанской киностудией имени Джафара Джаббарлы был снят короткометражный документальный фильм «Игра в човган» (азерб. Çovqan oyunu), в котором нашли отражение правила игры а также история с древнейших времен до наших дней.
В сентябре 2013 года в Баку состоялся кубок мира по поло, в рамках которого состоялся показательный матч между смешанной командой по современному поло, и одной азербайджанской командой по човгану.
Со 2 по 7 декабря 2013 года в Баку прошла 8-я сессия межправительственного комитета по охране нематериального культурного наследия ЮНЕСКО, в рамках которого были обсуждены 12 заявок на включение в список нематериального культурного наследия, нуждающихся в срочной охране, среди которых была и заявка от Азербайджана, запросившего ЮНЕСКО включить в список нематериального культурного наследия традиционную конную спортивную игру човган. 3 декабря 2013 года човган, традиционная верховая игра на карабахских конях в Азербайджане, был внесён в список нематериального культурного наследия ЮНЕСКО.

### Чемпионат Азербайджана
21 мая 2024 года создана Профессиональная лига Азербайджана по човгану. В лиге соревнуются 10 команд. Первый чемпионат лиги по човгану прошёл с 21 мая по 7 декабря 2024 года. В чемпионате принимали участие команды «Элит», «Ширван», «Омар», «Карабах», «Зафар», «Агстафа Дилбаз», «Полад», «Кохлен», «Серхедчи», «Эмбавуд». Было проведено 18 туров, сыграно 90 матчей. Чемпионом стала «Серхедчи». Второе место занял «Полад», третье — «Зафар».

### Кубок Азербайджана
22 — 25 декабря 2006 года в Шеки был проведен Кубок Президента, в котором участвовали представители 8 городов Азербайджана: Шеки, Агдам, Агстафа, Балакен, Гах, Газах, Огуз и Загатала. В результате трёхдневной борьбы победу в турнире одержали представители Агстафы.
Проводится  Кубок Президента Азербайджана по национальной игре човган, организуемый Федерацией конного спорта Азербайджана.
С 14 по 24 декабря 2024 года проведён Кубок Президента Азербайджана по човгану 2024. Победителем стал «Элит».
Обладателем суперкубка по човгану 2025 стал «Серхедчи», победив «Элит» со счётом 1:0.

## Международная федерация човгана
1 февраля 2024 года на генеральной ассамблее в Баку представителями 19 стран создана Международная федерация човгана. Первым председателем Федерации избран Бахруз Набиев.

## Международные соревнования

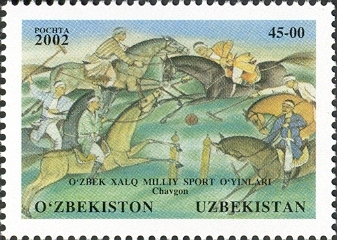
Почтовая марка Узбекистана

С 5 по 8 ноября 2023 года в Баку состоялся чемпионат мира по човгану. В турнире приняли участие Казахстан, Азербайджан, Марокко, Польша, Турция, Узбекистан. Первое место заняла сборная Азербайджана, второе — Марокко, третье — Узбекистан.